# Henri Bonnal
 (février 2023).
- Si vous ne connaissez pas le sujet, laissez ce bandeau (vous pouvez alors contacter les auteurs).
- Si vous supprimez le contenu mis en cause (vous pouvez préalablement contacter les auteurs),

argumentez précisément cette suppression dans la page de discussion
(un manque de référence n'est pas un argument ; une recherche réelle de référence doit avoir été effectuée, être formellement documentée).
Pour les articles homonymes, voir Bonnal.
Guillaume Auguste Balthazar Eugène Henri Bonnal, né le 27 mars 1844 à Toulouse et mort le 2 juillet 1917 dans le 15e arrondissement de Paris, est un général et théoricien militaire français.

## Biographie
Fils d'un officier d'artillerie, il est admis à l'École spéciale militaire de Saint-Cyr en 1863 (promotion du Danemark). Sorti dans l'infanterie, il sert en Algérie de 1866 à 1868 puis durant la Guerre franco-allemande de 1870, au cours de laquelle il est légèrement blessé par éclats d'obus. Fait prisonnier le 1er septembre 1870 à la bataille de Sedan et interné à Francfort, il fait partie des troupes relâchées pour combattre la Commune de Paris (1871). Il commande l'École normale militaire de gymnastique de 1879 à 1884. Il sert ensuite au sein de la mission militaire de l'Annam de 1885 à 1886, puis est nommé adjoint à la direction des études et instructeur d'infanterie à l'École supérieure de guerre en 1887.
Professeur d'histoire militaire, de stratégie et de tactique générale de cette institution de 1892 à 1896, il y invente et adopte la méthode pédagogique des cas concrets à partir de l'étude d'exemples historiques. Théoricien de la guerre de 1870 et écrivain militaire, il est l'auteur de très nombreuses publications : études historiques, travaux tactiques, ouvrages de stratégie et manuels d'instruction pour officiers.
Promu colonel le 24 décembre 1894 et  breveté d'état-major, Henri Bonnal est nommé chef de corps du 124e régiment d'infanterie le 22 juillet 1896.
Promu général de brigade le 28 mars 1899, il prend la tête de la subdivision de Beauvais.
Nommé commandant de l'École supérieure de guerre en 1901. Dans l affaire des fiches du Général André, il sera le principal accusateur du futur Maréchal Foch dont il cherche à évincer de l école de la guerre.
Pour une sombre affaire d héritage détourné , il est brutalement destitué le 17 juin 1902 de l ecole de guerre par une décision présidentielle de retrait d'emploi qui met un terme à sa carrière militaire.
Le général Bonnal est fait officier de la Légion d'honneur en 1889.
En tant qu'homme de cheval, il est l'élève et l'ami de Charles Raabe, qui, peu de temps avant sa mort, lui demanda de synthétiser leurs connaissances équestres. Son ouvrage, Équitation, paru en 1890, présente leurs réflexions en particulier sur les allures du cheval,.

### Sources secondaires
- Michel Goya, La Chair et l'acier, Tallandier, 2004  (ISBN 2-847-341633).
- André Monteilhet, Les Maîtres de l’œuvre équestre : suivi de Les Mémorables du cheval, Actes Sud, coll. « Arts équestres », 2009, 498 p. (ISBN 978-2-7427-8633-6, BNF 42067464)
- Michel Henriquet, L’Œuvre des écuyers français du XVIe ou XIXe siècle, Belin, coll. « Les Grands Maîtres expliqués », 2010 (ISBN 978-2-7011-5581-4)

### Source primaire
- Charles Maurras, « Le général Bonnal », dans Tombeaux, Nouvelle Librairie nationale, 1921 (lire en ligne), p. 243-244